# Aoplus moilietti
Aoplus moilietti là một loài tò vò trong họ Ichneumonidae.